# Mekla
Mekla est une commune de la wilaya de Tizi Ouzou, en Algérie.

## Géographie

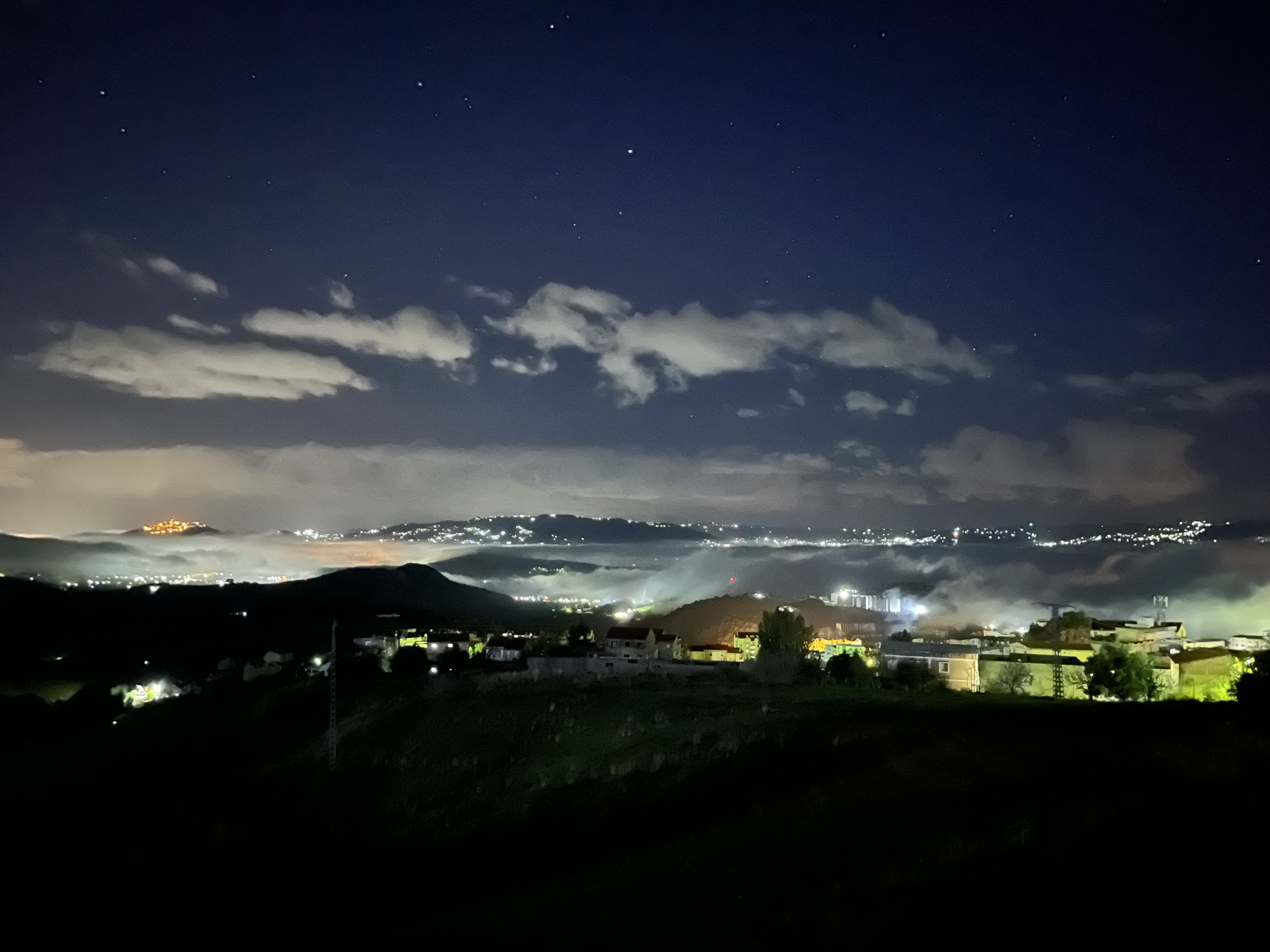
Vue de mekla la nuit au raccourci d'el maaden Mekla

### Localisation
La commune de Mekla se situe au centre de la wilaya de Tizi Ouzou. Elle est délimitée :
|                          | Freha | Azazga, Souamâa |
| Aït Oumalou, Tizi Rached | Mekla | Aït Khellili    |
| Aït Aggouacha            |       | Aït Yahia       |

### Villages de la commune
La commune de Mekla est composée de 22 villages :
- Agouni Bouafir
- thala n'zaoueche
- Aït Aich (Ait Ɛic)
- Aït Mansour (At Manṣur)
- Aït Mekki (At Mekki)
- Aït Moussa (At Musa Ubraham)
- Amazoul (Amazul)
- Bouzahrir (Buzahrir)
- Chaib (Cɛayeb)
- Chaoufa
- Djemâa Saharidj (Lǧemɛa n Sariǧ)
- Igoulfane
- Laghrous (Laɣruṣ)
- Lazib (Laɛzib n At Sɛada)
- Mahmoud (Maḥmud)
- Maouya (Maouia)
- Mekla (Meqlaɛ)
- Mesloub (Meslub)
- Taliouine (Taliwin)
- Tigrine (Tigrin)
- Tourirt Adene (Tawrirt Aden)
- Tizi N Terga

## Économie
Mekla ne possède aucune ressource d'autre à part son budget annuel de la wilaya car même les impôts sont payés à Tizi-Rached et aucune banque n’est installée à Mekla.
Une zone d'activités à la commune dit Chiva.

## Personnalités liées à la commune
- Hachimi Nait-Djoudi (1946-2001) , homme politique algérien, chirurgien de formation, militant de l'amazighité, membre fondateur de la première Ligue algérienne de défense des droits de l'homme, dirigeant du Front des forces socialistes (FFS) et ministre sous la présidence de Mohamed Boudiaf.
- Aisat idir, colonel W3
- Hassan Yebda, joueur de l'équipe d'Algérie de football
- Essaïd Belkalem, joueur de l'équipe d'Algérie de football
- Kebouche Ouali, poète des années 1800
- Haouche Hadj Arezki, poète
- Hamadouche Mezyane, poète des années 1800
- Salah Benacer, sénateur-maire de Mekla[4], né le 6 juillet 1900 à Djema Saharidj, mort le 12 novembre 1961, assassiné par l'OAS[réf. nécessaire] à Maison-Carrée (aujourd'hui El Harrach).
- Ali Mecili assassiné à Paris l'un des piliers de la révolution algérienne.
- Hakim Tidaf, auteur-compositeur originaire du village Aït Kheir, dans la commune d’Aït Khellili
- Ouali Bennaï dit "ouali n segnor" militant berberiste assassiné par l'ALN en 1957
- Cheikh Arab Bouzgarene
- Chibani Djafer, comédien et conteur.